# Catherine Barbaroux
Pour les articles homonymes, voir Barbaroux.
Catherine Barbaroux, née Catherine Agusdin Gutierrez le 1er avril 1949 à Paris, est une femme politique française.
Le 8 mai 2017, elle succède à Emmanuel Macron, par intérim, à la présidence de La République en marche. Elle est membre du bureau exécutif du parti depuis décembre 2017.

## Biographie

### Origines et formation
Fille d'immigrés espagnols, née Catherine Agusdin Gutierrez, Catherine Barbaroux est diplômée de Sciences Po (section politique et sociale, promotion 1970).

### Carrière
Catherine Barbaroux devient en 1975, secrétaire générale adjointe du groupe PS-MRG à l'Assemblée nationale, puis rejoint ensuite le ministère de l'Environnement en tant que chef de cabinet de Michel Crépeau, et le ministère du Commerce, de l'Artisanat et du Tourisme,.
En 1986, elle est nommée directrice des ressources humaines de Prisunic, puis de Printemps-Redoute. Elle quitte ce poste en 1993, à la suite d'un « licenciement express, piloté par Alain Minc »,. En 1996, elle devient directrice de Entreprise&Personnel.
En 1999, Catherine Barbaroux est désignée par Martine Aubry déléguée générale à l'emploi et à la formation professionnelle. Elle est chargée de cette fonction jusqu'en 2005, et voit se succéder différents ministres du Travail comme Élisabeth Guigou, François Fillon et Jean-Louis Borloo.
De mars 2005 à  juillet 2010, elle occupe le poste de directrice générale des services du conseil régional d'Île-de-France, avant de rejoindre l'Association pour le droit à l'initiative économique (Adie) en 2011,,.
Le 8 mai 2017, elle succède par intérim à Emmanuel Macron à la présidence de son mouvement La République en marche. Le 17 août suivant, elle est remplacée par une direction collégiale, composée d'Astrid Panosyan, Arnaud Leroy et Bariza Khiari.
En décembre 2017, elle intègre le bureau exécutif de La République en marche.